# Никола Станковић (фудбалер, 2003)
Никола Станковић (Грачац, 24. априла 2003) српски је фудбалер који тренутно наступа за Чукарички.

## Статистика

### Клупска
Ажурирано 13. октобра 2023.
|                               |          |                  |    |   |   |   |   |   |   |   |    |   |  |  |
| Графичар (позајмица)          | 2020/21. | Прва лига Србије | 22 | 0 | 1 | 1 | — | — | — | — | 23 | 1 |  |  |
| Графичар (позајмица)          | 2021/22. | Прва лига Србије | 12 | 1 | — | — | — | — | — | — | 12 | 1 |  |  |
| Графичар (позајмица)          | Укупно   | Укупно           | 34 | 1 | 1 | 1 | — | — | — | — | 35 | 2 |  |  |
|                               |          |                  |    |   |   |   |   |   |   |   |    |   |  |  |
| Црвена звезда                 | 2020/21. | Суперлига Србије | —  | — | — | — | — | — | — | — | 0  | 0 |  |  |
| Црвена звезда                 | 2021/22. | Суперлига Србије | 6  | 0 | 1 | 2 | 0 | 0 | — | — | 7  | 2 |  |  |
| Црвена звезда                 | 2022/23. | Суперлига Србије | 6  | 0 | 0 | 0 | 1 | 0 | — | — | 7  | 0 |  |  |
| Црвена звезда                 | Укупно   | Укупно           | 12 | 0 | 1 | 2 | 1 | 0 | — | — | 14 | 2 |  |  |
|                               |          |                  |    |   |   |   |   |   |   |   |    |   |  |  |
| Напредак Крушевац (позајмица) | 2022/23. | Суперлига Србије | 15 | 0 | 1 | 0 | — | — | — | — | 16 | 0 |  |  |
|                               |          |                  |    |   |   |   |   |   |   |   |    |   |  |  |
| Чукарички                     | 2023/24. | Суперлига Србије | 4  | 0 | 0 | 0 | 4 | 0 | — | — | 8  | 0 |  |  |
|                               |          |                  |    |   |   |   |   |   |   |   |    |   |  |  |
| Каријера                      | Каријера | Каријера         | 65 | 1 | 3 | 3 | 5 | 0 | — | — | 73 | 4 |  |  |
|                               |          |                  |    |   |   |   |   |   |   |   |    |   |  |  |

### Утакмице у дресу репрезентације
| Репрезентација Србије у узрасту до 16 година старости | Репрезентација Србије у узрасту до 16 година старости | Репрезентација Србије у узрасту до 16 година старости | Репрезентација Србије у узрасту до 16 година старости | Репрезентација Србије у узрасту до 16 година старости | Репрезентација Србије у узрасту до 16 година старости | Репрезентација Србије у узрасту до 16 година старости | Репрезентација Србије у узрасту до 16 година старости | Репрезентација Србије у узрасту до 16 година старости | Репрезентација Србије у узрасту до 16 година старости |
| #                                                     | Датум                                                 | Такмичење                                             | Локација                                              | Домаћин                                               | Резултат                                              | Гост                                                  | Реф.                                                  |                                                       |                                                       |
| ----------------------------------------------------- | ----------------------------------------------------- | ----------------------------------------------------- | ----------------------------------------------------- | ----------------------------------------------------- | ----------------------------------------------------- | ----------------------------------------------------- | ----------------------------------------------------- | ----------------------------------------------------- | ----------------------------------------------------- |
| 1.                                                    | 6. новембар 2018.                                     | Пријатељска утакмица                                  | Кућа фудбала, Стара Пазова                            | Србија                                                | 3 : 2                                                 | Грузија                                               |                                                       | [ 16 ]                                                |                                                       |
| 2.                                                    | 21. мај 2019.                                         | Меморијални турнир „Миљан Миљанић”                    | Кућа фудбала, Стара Пазова                            | Србија                                                | 3 : 0                                                 | Северна Македонија                                    |                                                       | [ 17 ]                                                |                                                       |
| 2                                                     | Укупан број утакмица и постигнутих погодака           | Укупан број утакмица и постигнутих погодака           | Укупан број утакмица и постигнутих погодака           | Укупан број утакмица и постигнутих погодака           | Укупан број утакмица и постигнутих погодака           | Укупан број утакмица и постигнутих погодака           | Укупан број утакмица и постигнутих погодака           | [ 18 ] [ 19 ]                                         |                                                       |

| Репрезентација Србије у узрасту до 17 година старости | Репрезентација Србије у узрасту до 17 година старости | Репрезентација Србије у узрасту до 17 година старости | Репрезентација Србије у узрасту до 17 година старости | Репрезентација Србије у узрасту до 17 година старости | Репрезентација Србије у узрасту до 17 година старости | Репрезентација Србије у узрасту до 17 година старости | Репрезентација Србије у узрасту до 17 година старости | Репрезентација Србије у узрасту до 17 година старости | Репрезентација Србије у узрасту до 17 година старости |
| #                                                     | Датум                                                 | Такмичење                                             | Локација                                              | Домаћин                                               | Резултат                                              | Гост                                                  | Гол                                                   | Реф.                                                  |                                                       |
| ----------------------------------------------------- | ----------------------------------------------------- | ----------------------------------------------------- | ----------------------------------------------------- | ----------------------------------------------------- | ----------------------------------------------------- | ----------------------------------------------------- | ----------------------------------------------------- | ----------------------------------------------------- | ----------------------------------------------------- |
| 1.                                                    | 20. август 2019.                                      | Пријатељска утакмица                                  | Кућа фудбала, Стара Пазова                            | Србија                                                | 2 : 0                                                 | Уједињени Арапски Емирати                             | Гол                                                   | [ 20 ]                                                |                                                       |
| 2.                                                    | 24. октобар 2019.                                     | Квалификације за Европско првенство                   | Стадион Динама, Минск                                 | Србија                                                | 1 : 2                                                 | Летонија                                              |                                                       | [ 21 ]                                                |                                                       |
| 3.                                                    | 27. октобар 2019.                                     | Квалификације за Европско првенство                   | Стадион Трактора, Минск                               | Србија                                                | 2 : 1                                                 | Белорусија                                            |                                                       | [ 22 ]                                                |                                                       |
| 4.                                                    | 30. октобар 2019.                                     | Квалификације за Европско првенство                   | Стадион Динама, Минск                                 | Мађарска                                              | 1 : 2                                                 | Србија                                                |                                                       | [ 23 ]                                                |                                                       |
| 5.                                                    | 10. децембар 2019.                                    | Пријатељска утакмица                                  | Кућа фудбала, Стара Пазова                            | Србија                                                | 2 : 0                                                 | Русија                                                |                                                       | [ 24 ]                                                |                                                       |
| 6.                                                    | 12. децембар 2019.                                    | Пријатељска утакмица                                  | Кућа фудбала, Стара Пазова                            | Србија                                                | 3 : 3                                                 | Русија                                                | Гол                                                   | [ 25 ]                                                |                                                       |
| 7.                                                    | 29. фебруар 2020.                                     | Пријатељска утакмица                                  | Кућа фудбала, Стара Пазова                            | Србија                                                | 4 : 1                                                 | Норвешка                                              |                                                       | [ 26 ]                                                |                                                       |
| 8.                                                    | 11. март 2020.                                        | Пријатељска утакмица                                  | Стадион Тржни центар, Вождовац                        | Србија                                                | 2 : 2                                                 | Хрватска                                              |                                                       | [ 27 ]                                                |                                                       |
| 8                                                     | Укупан број утакмица и постигнутих погодака           | Укупан број утакмица и постигнутих погодака           | Укупан број утакмица и постигнутих погодака           | Укупан број утакмица и постигнутих погодака           | Укупан број утакмица и постигнутих погодака           | Укупан број утакмица и постигнутих погодака           | Укупан број утакмица и постигнутих погодака           | [ 28 ]                                                |                                                       |

| Репрезентација Србије у узрасту до 19 година старости | Репрезентација Србије у узрасту до 19 година старости | Репрезентација Србије у узрасту до 19 година старости | Репрезентација Србије у узрасту до 19 година старости | Репрезентација Србије у узрасту до 19 година старости | Репрезентација Србије у узрасту до 19 година старости | Репрезентација Србије у узрасту до 19 година старости | Репрезентација Србије у узрасту до 19 година старости | Репрезентација Србије у узрасту до 19 година старости | Репрезентација Србије у узрасту до 19 година старости |
| #                                                     | Датум                                                 | Такмичење                                             | Локација                                              | Домаћин                                               | Резултат                                              | Гост                                                  | Гол                                                   | Реф.                                                  |                                                       |
| ----------------------------------------------------- | ----------------------------------------------------- | ----------------------------------------------------- | ----------------------------------------------------- | ----------------------------------------------------- | ----------------------------------------------------- | ----------------------------------------------------- | ----------------------------------------------------- | ----------------------------------------------------- | ----------------------------------------------------- |
| 1.                                                    | 21. март 2021.                                        | Пријатељска утакмица                                  | Стадион у Араду                                       | Румунија                                              | 0 : 0                                                 | Србија                                                |                                                       | [ 29 ]                                                |                                                       |
| 2.                                                    | 5. јун 2021.                                          | Пријатељска утакмица                                  | Кућа фудбала, Стара Пазова                            | Србија                                                | 1 : 0                                                 | Румунија                                              |                                                       | [ 30 ]                                                |                                                       |
| 3.                                                    | 7. јун 2021.                                          | Пријатељска утакмица                                  | Кућа фудбала, Стара Пазова                            | Србија                                                | 1 : 0                                                 | Румунија                                              |                                                       | [ 31 ]                                                |                                                       |
| 4.                                                    | 3. септембар 2021.                                    | Меморијални турнир „Стеван Вилотић Ћеле”              | Градски стадион, Суботица                             | Србија                                                | 2 : 1                                                 | Азербејџан                                            |                                                       | [ 32 ]                                                |                                                       |
| 5.                                                    | 5. септембар 2021.                                    | Меморијални турнир „Стеван Вилотић Ћеле”              | Стадион Милан Средановић, Кула                        | Србија                                                | 5 : 0                                                 | Црна Гора                                             |                                                       | [ 33 ]                                                |                                                       |
| 6.                                                    | 7. септембар 2021.                                    | Меморијални турнир „Стеван Вилотић Ћеле”              | Градски стадион, Суботица                             | Србија                                                | 1 : 0                                                 | Мађарска                                              |                                                       | [ 34 ]                                                |                                                       |
| 7.                                                    | 8. октобар 2021.                                      | Пријатељска утакмица                                  | Кућа фудбала, Стара Пазова                            | Србија                                                | 0 : 3                                                 | Босна и Херцеговина                                   |                                                       | [ 35 ]                                                |                                                       |
| 8.                                                    | 10. октобар 2021.                                     | Пријатељска утакмица                                  | ТСЦ академија, Бачка Топола                           | Србија                                                | 4 : 0                                                 | Босна и Херцеговина                                   |                                                       | [ 36 ]                                                |                                                       |
| 9.                                                    | 13. новембар 2021.                                    | Квалификације за Европско првенство                   | Елбасан Арена, Елбасан                                | Албанија                                              | 2 : 2                                                 | Србија                                                |                                                       | [ 37 ]                                                |                                                       |
| 10.                                                   | 9. март 2022.                                         | Пријатељска утакмица                                  | Кућа фудбала, Стара Пазова                            | Србија                                                | 3 : 0                                                 | Хрватска                                              |                                                       | [ 38 ]                                                |                                                       |
| 11.                                                   | 1. јун 2022.                                          | Квалификације за Европско првенство                   | Јанмар стадион, Алмере                                | Холандија                                             | 1 : 2                                                 | Србија                                                |                                                       | [ 39 ]                                                |                                                       |
| 12.                                                   | 4. јун 2022.                                          | Квалификације за Европско првенство                   | Спортпарк Зегерслот                                   | Украјина                                              | 1 : 1                                                 | Србија                                                |                                                       | [ 40 ]                                                |                                                       |
| 13.                                                   | 7. јун 2022.                                          | Квалификације за Европско првенство                   | Спортпарк Јулиана                                     | Србија                                                | 3 : 2                                                 | Норвешка                                              |                                                       | [ 41 ]                                                |                                                       |
| 14.                                                   | 19. јун 2022.                                         | Европско првенство                                    | Стадион ФК Похрон, Жјар на Хрону                      | Србија                                                | 2 : 2                                                 | Израел                                                |                                                       | [ 42 ]                                                |                                                       |
| 15.                                                   | 22. јун 2022.                                         | Европско првенство                                    | СНП, Банска Бистрица                                  | Енглеска                                              | 4 : 0                                                 | Србија                                                |                                                       | [ 43 ]                                                |                                                       |
| 16.                                                   | 25. јун 2022.                                         | Европско првенство                                    | СНП, Банска Бистрица                                  | Аустрија                                              | 3 : 2                                                 | Србија                                                |                                                       | [ 44 ]                                                |                                                       |
| 16                                                    | Укупан број утакмица и постигнутих погодака           | Укупан број утакмица и постигнутих погодака           | Укупан број утакмица и постигнутих погодака           | Укупан број утакмица и постигнутих погодака           | Укупан број утакмица и постигнутих погодака           | Укупан број утакмица и постигнутих погодака           | Укупан број утакмица и постигнутих погодака           | [ 45 ]                                                |                                                       |

| Репрезентација Србије у узрасту до 21 године старости | Репрезентација Србије у узрасту до 21 године старости                    | Репрезентација Србије у узрасту до 21 године старости                    | Репрезентација Србије у узрасту до 21 године старости                    | Репрезентација Србије у узрасту до 21 године старости                    | Репрезентација Србије у узрасту до 21 године старости                    | Репрезентација Србије у узрасту до 21 године старости                    | Репрезентација Србије у узрасту до 21 године старости | Репрезентација Србије у узрасту до 21 године старости | Репрезентација Србије у узрасту до 21 године старости |
| #                                                     | Датум                                                                    | Такмичење                                                                | Локација                                                                 | Домаћин                                                                  | Резултат                                                                 | Гост                                                                     | Мин.                                                  | Гол                                                   | Реф.                                                  |
| ----------------------------------------------------- | ------------------------------------------------------------------------ | ------------------------------------------------------------------------ | ------------------------------------------------------------------------ | ------------------------------------------------------------------------ | ------------------------------------------------------------------------ | ------------------------------------------------------------------------ | ----------------------------------------------------- | ----------------------------------------------------- | ----------------------------------------------------- |
| 1.                                                    | 20. новембар 2022.                                                       | Пријатељска утакмица                                                     | Никозија                                                                 | Кипар                                                                    | 2 : 2                                                                    | Србија                                                                   |                                                       | [ 46 ]                                                |                                                       |
| 2.                                                    | 23. новембар 2022.                                                       | Пријатељска утакмица                                                     | АЕК Арена, Ларнака                                                       | Србија                                                                   | 1 : 1                                                                    | Северна Македонија                                                       |                                                       | [ 47 ]                                                |                                                       |
| 3.                                                    | 24. март 2023.                                                           | Пријатељска утакмица                                                     | ТСЦ академија, Бачка Топола                                              | Србија                                                                   | 0 : 2                                                                    | Италија                                                                  |                                                       | [ 48 ]                                                |                                                       |
| 4.                                                    | 28. март 2023.                                                           | Пријатељска утакмица                                                     | Спортски центар, Марбеља                                                 | Сједињене Америчке Државе                                                | 0 : 0                                                                    | Србија                                                                   |                                                       | [ 49 ]                                                |                                                       |
| 5.                                                    | 12. септембар 2023.                                                      | Квалификације за Европско првенство                                      | Кућа фудбала, Стара Пазова                                               | Србија                                                                   | 2 : 0                                                                    | Азербејџан                                                               |                                                       | [ 50 ]                                                |                                                       |
| 6.                                                    | 12. октобар 2023.                                                        | Квалификације за Европско првенство                                      | Стадион Сити Граунд, Нотингем                                            | Енглеска                                                                 | 9 : 1                                                                    | Србија                                                                   |                                                       | [ 51 ]                                                |                                                       |
| 6                                                     | Укупан број утакмица, постигнутих погодака и минута проведених на терену | Укупан број утакмица, постигнутих погодака и минута проведених на терену | Укупан број утакмица, постигнутих погодака и минута проведених на терену | Укупан број утакмица, постигнутих погодака и минута проведених на терену | Укупан број утакмица, постигнутих погодака и минута проведених на терену | Укупан број утакмица, постигнутих погодака и минута проведених на терену |                                                       |                                                       |                                                       |

## Трофеји и награде
Црвена звезда
- Суперлига Србије : 2021/22.[52]
- Куп Србије : 2021/22.[53]